# Reginald Gray
Reginald Gray (Dublín, Irlanda, 1930 - Paris; 29 de marzo de 2013) fue un pintor retratista contemporáneo. Estudió en el National College of Art and Design (1953) y luego se trasladó a Londres, pasando a formar parte de la Escuela de Londres, grupo formado por Francis Bacon, Lucian Freud, Frank Auerbach y otros. En 1960, Gray pintó un notable retrato de Bacon que actualmente pertenece y se exhibe en la National Portrait Gallery de Londres. Ha pintado desde retratos de la vida de los escritores, músicos y artistas como Samuel Beckett, Harold Pinter, Brendan Behan, Browne Garech, Derry O'Sullivan, Alfred Schnittke, Ted Hughes, e Yves Saint Laurent. En 1993, Gray hace una exposición retrospectiva en la UNESCO de París y en el 2006, su retrato The White Blouse ganó el Premio Sandro Botticelli en Florencia, Italia.

## Estadía en Dublín

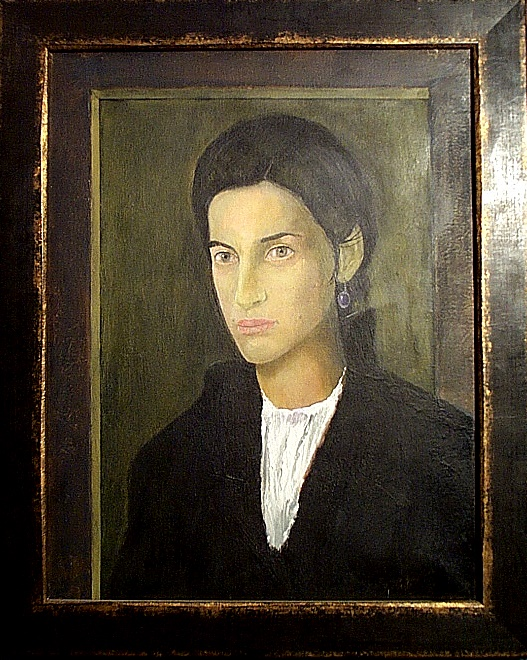
The White Blouse, por Reginald Gray. (Premio Sandro Botticelli. Florencia.2006)

Después de la escolarización en 'All The Saints', Blackrock y The Blackrock Technical Institute, Gray estudió en la Escuela Nacional de Arte y Diseño de Dublín. Después de un corto período de tiempo se fue a estudiar con Cecil Ffrench Arha Salkeld.  A la edad de diecinueve Gris se unió a The Atelier Dublín un pequeño grupo de pintores que exhiben en la Galería de Pintores de Dublín. Gray dice en este período: "Me llamó la atención por las obras anteriores del pintor francés Bernard Buffet, que había ganado el Premio de la crítica, en París en 1948 cuando sólo tenía veinte años de edad".

## En Londres

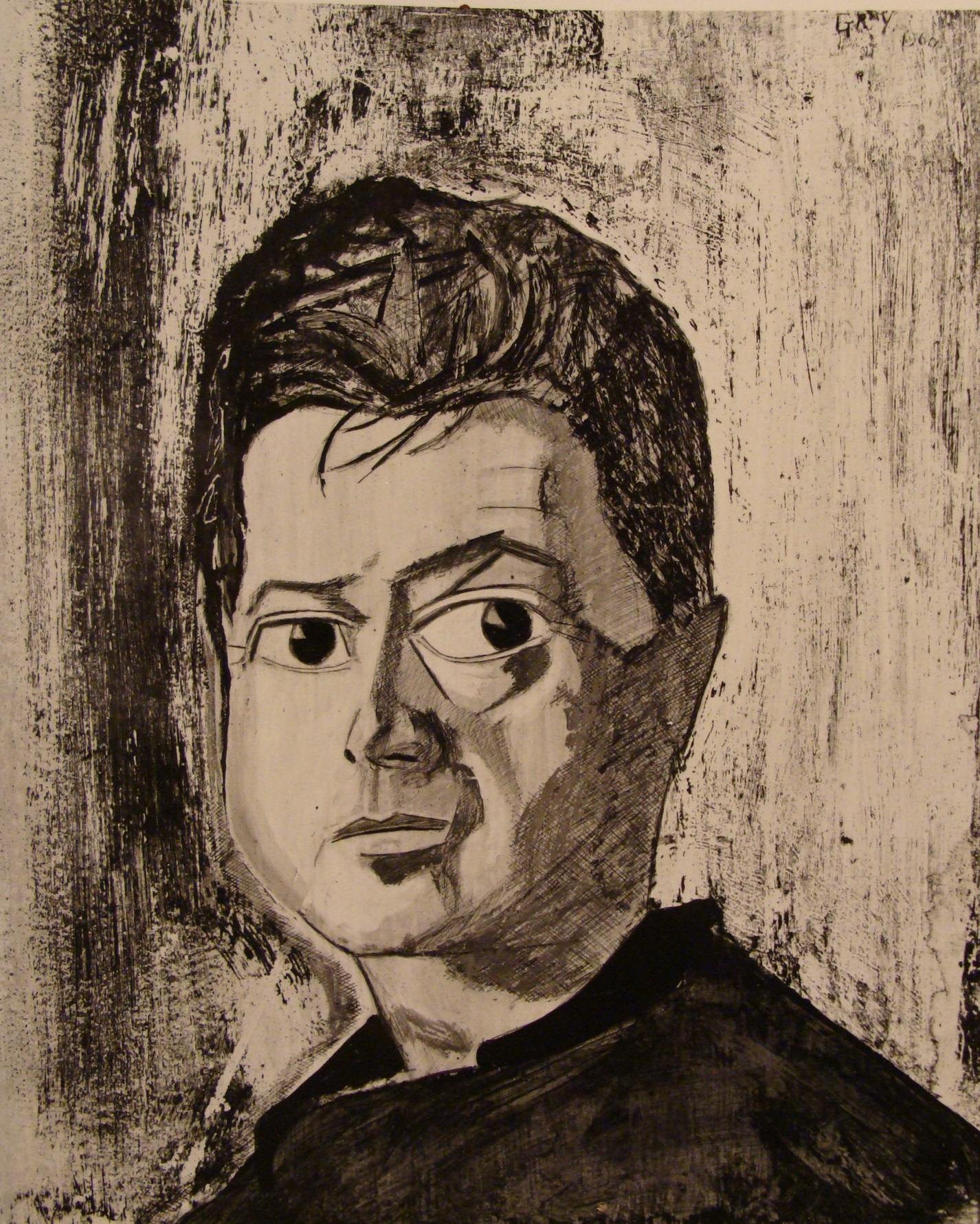
Retrato de Francis Bacon por Gray. National Portrait Gallery, Londres.

Gray se trasladó a Londres en 1957 y vivía cerca del mercado de Portobello, compartiendo un piso con tres actores irlandeses Donal Donnelly, Brian Phelan y Charles Roberts. Necesitando más la soledad para pintar, Gray se mudó a Bayswater. Él consiguió un trabajo en el departamento de pantalla en la tienda de Whiteleys departamento de diseño y vestir a sus ventanas, pero aún pintura. En el mismo año hizo un dibujo de gouaché Barkers en la tienda de Kensington High Street que muestra a los obreros restaurando la fachada de la tienda. Este trabajo se encuentra ahora en la colección del Museo de Londres.

## En Ruan

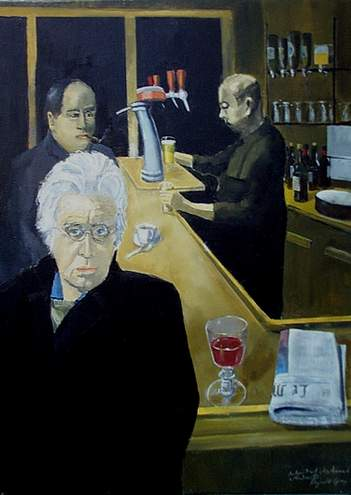
Autorretrato en París Bistrot (2008)

Gray viajó desde Londres en tren y barco, con el objetivo de ir a París, pero cuando el tren estaba a punto de salir de Ruan, vio las agujas góticas de la catedral de Ruan que lo motivaron a pasar algunas horas en la ciudad. Al caminar se encontró con Le Cour d'Alba, una pequeña galería de arte junto a la Catedral. El director de la galería Goupil André le sugirió a Gray celebrar una exposición en Ruan y traer más obras desde Londres. Gray, de acuerdo con esta propuesta un mes más tarde tuvo su primera exposición francesa. A pesar de las buenas críticas, las ventas no fueron tan buenas como habían sido en Londres.
Encontró una habitación barata sin calefacción ni agua corriente en la Rue des Fosses Luis VIII y pasó un duro invierno allí. Se convirtió en un artista de pavimento, copia de Rafael, Domenico Ghirlandaio, y otros maestros florentinos sobre el terreno. Un año más tarde las condiciones mejoraron cuando llegó largos períodos de trabajo como extra en el Théâtre des Arts de Ruan, sobre todo en Opera. A pesar de la dura vida Gray expone en el Salon des Artistes Normandos en el Musée des Beaux-Arts durante tres años consecutivos antes de que finalmente se traslada a París.

## París y Ravenel

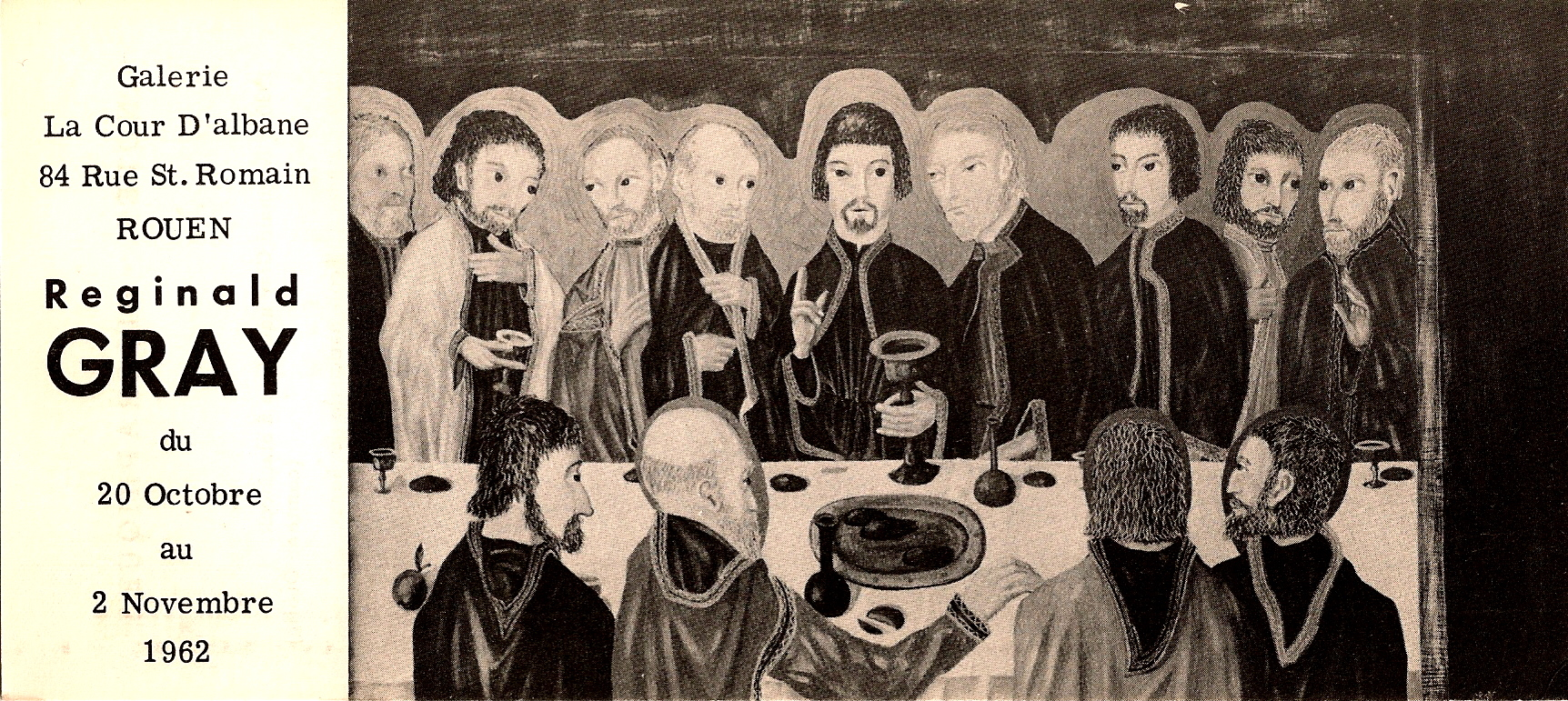
The Last Supper por Reginald Gray. Ruan. 1962.

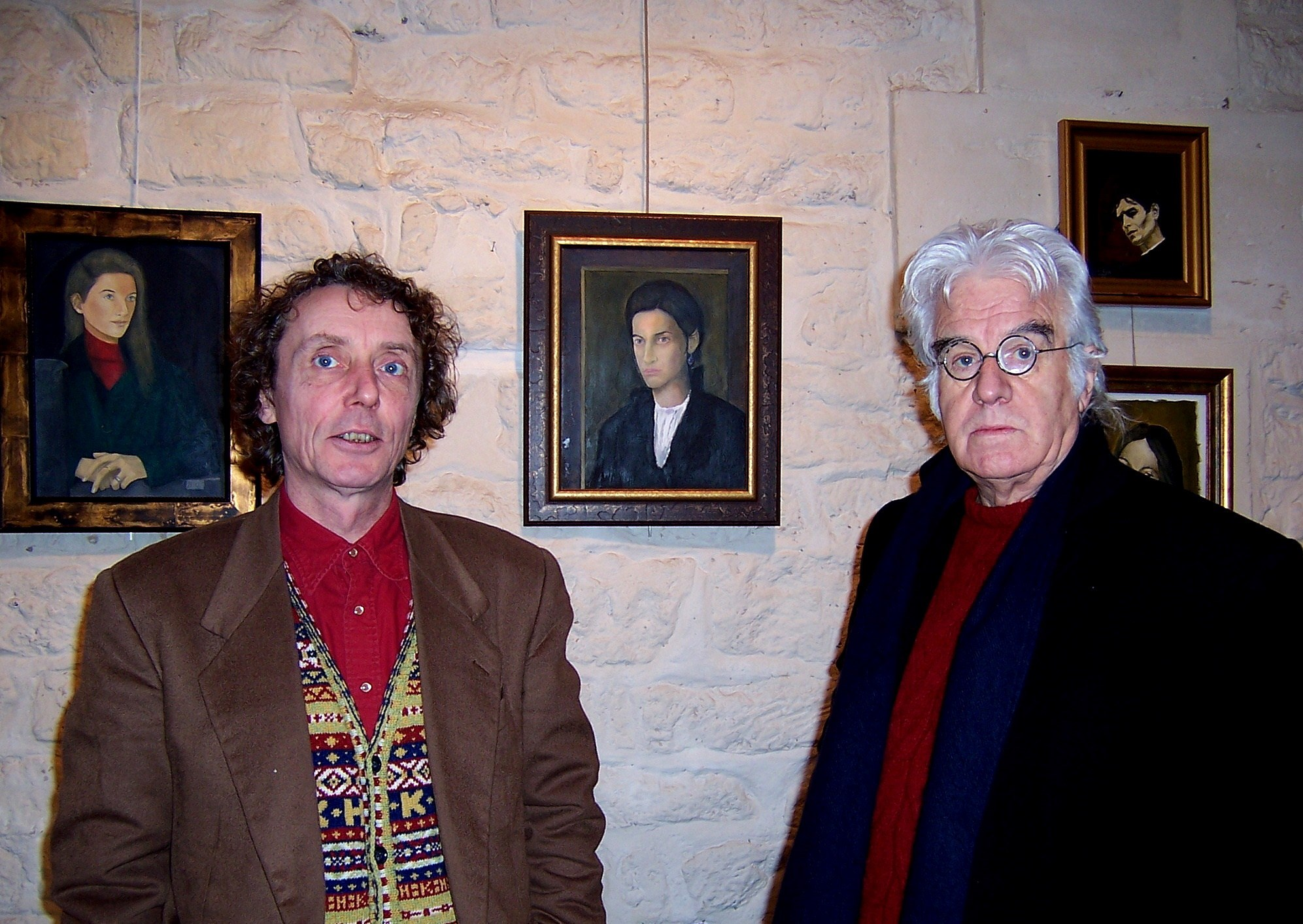
Con Laurent de Montrand. Exhibición de Gray en el 2006.Atelier Visconti de Paris

Haber sentido que "había agotado Ruan y que Ruan le había agotado", Gray llegó a París con poco dinero, a mediados de 1964. En este año su hija mayor, Eleonore, nació. Gray fue a vivir a l'Academie de Feu en la calle Delambre, dirigido por el escultor húngaro Laszlo Szabo. Cerca de 15 jóvenes estudiantes de escultura viviieron y trabajaron allí bajo la supervisión del maestro. El escultor, con la ayuda de seis de sus estudiantes le construyeron a Gray una pequeña habitación en el estudio de madera, yeso y resina con agua corriente y electricidad. En el segundo año que Gray vivía en la Academia, Szabo montó una gran exposición de escultura y pintura titulada "Le Monde apres les Buildings", los edificios se refiere a los bloques de gran altura moderna que Szabo odiaba. El Inglés escultor Henry Moore y el italiano Marini exhibió también en la exposición. Durante este periodo Gray exhibió en la Galería Daniel Casanova en el Palais Royal. Después de tres años en de la Academia se trasladó de vez en cuando para talleres pequeños en la orilla izquierda como Rue Descartes y de la Rue des-Saints Peres Gris, trabajó como corrector en la edición de París de The New York Times y luego hizo retratos de personas que fueron entrevistadas por los escritores del periódico. Con este tema se incluyen al filósofo Jean Paul Sartre, el cantante Jacques Brel, y el escultor Alberto Giacometti. Durante la revolución estudiantil de 1968 en París Gray conoció a la joven escritora australiana Jill Neville y pintó su retrato que ahora se ubica en la Galería Nacional de Retratos en Australia. Reginald pasó a trabajar en las publicaciones de Fairchild. Trabajó como fotógrafo de moda durante más de cinco años, cubriendo las colecciones en París, Milán, Roma y Londres. También trabajó como camarógrafo filmando las colecciones de moda para la revista Vogue alemana y la televisión sueca. Gray dirigió su primer largometraje en francés titulado "Jeu" (juego), también conocido como "Le paso"  protagonizada por Laurent Terzieff, Kinnane Dirk, Pascale de Boysson y Hure Bibi. Gray, entonces vivía en el castillo de Ravenel, 50 kilómetros al norte de París donde residió con sus hijas Deirdre y Terence durante una estancia que duró diez años. Georgina Tasthruni, la madre de Deirdre y Terence se suicidó en 2005 arrojándose bajo un tren en el metro de París.
Desde 1993, enseñó pintura en el Colegio Irlandés de París. En 1996, dirigió y diseñó la configuración de las Letras de España por el dramaturgo belga Philippe Alkemade, la apertura en el Festival de Wexford y de turismo de Irlanda. En este último período que había muchas exposiciones individuales en las galerías de París como Galerie Marie de Holmsky, Galerías de la Grande Chaumierre, Los Visconti Atelier, y el Salón de Montparnasse 14em, también se exhiben con el fallecido artista estadounidense Gregory Masurovsky. La UNESCO de París organizó una gran retrospectiva de las obras de Gray en 1994. Reginald trabaja desde el punto de incluir un retrato del poeta Ted Hughes (en el Museo Bankfield, Halifax), el compositor ruso Alfred Schnittke, (Royal College of Music y la Academia Rusa de Música de Londres), y Harold Pinter (1998), poco antes de su muerte. De 1995 a 1960 Gray pintó el retrato de Francis Bacon que fue colgado en la National Portrait Gallery de Londres.